# Armin Pfannenschwarz
Armin Pfannenschwarz (* 30. August 1965 in Stuttgart) ist ein deutscher Gründer und Hochschullehrer. Er lehrt an der DHBW Karlsruhe als Studiengangsleiter den Studiengang Unternehmertum.

## Leben
Nach seinem Abitur (1985) studierte Pfannenschwarz von 1986 bis 1991 Wirtschaftswissenschaften an der Universität Bamberg und machte seinen Abschluss als Diplom-Kaufmann.
1991 wurde er Assistent der Geschäftsführung des Familienunternehmens Pfannenschwarz GmbH Nordheim und stieg ein Jahr später zum Geschäftsführer und Gesellschafter auf. Im Jahr 1996 absolvierte er ein Aufbaustudium im Fach Wirtschaftsethik an der Fern-Universität Hagen. Im Anschluss an den Verkauf der Pfannenschwarz GmbH gründete er im Jahr 2000 die Consensis Unternehmer-Beratung in Karlsruhe.
Nach einem Promotionsstudium an der Universität Witten/Herdecke promovierte er dort 2005 mit der Dissertationsarbeit „Nachfolge und Nicht-Nachfolge in Familienunternehmen“ zum Dr. rer. pol.
Ab 2003 arbeitete er im Rahmen der Stiftungsprofessur Unternehmensentwicklung am Aufbau des Studiengangs "MBA in Unternehmensentwicklung" an der Hochschule Pforzheim mit, wo er ab 2005 die Studiengangsleitung innehatte. 2008 übernahm er eine Professur an der Dualen Hochschule Baden-Württemberg und baute dort als Studiengangsleiter den „Bachelor-Studiengang Unternehmertum“ auf.
Pfannenschwarz entwickelte ab 2014 das neue Lehrkonzept der Online-Präsenzlehre und konnte dieses ab 2015 durch das Projekt UN-Online in Form des parallellaufenden digitalen Studiengang Unternehmertum realisieren.
Von 2015 bis 2019 war er als gewähltes Senatsmitglied der DHBW Karlsruhe, sowie der DHBW Senior-Fellowship für Innovationen in der Hochschullehre der Baden-Württemberg-Stiftung tätig. 2016 wurde er zum Mitglied und stellvertretenden Vorsitzenden des Hochschulrats der privaten Karlshochschule Karlsruhe.
Pfannenschwarz ist außerdem Lehrbeauftragter an der CAS Heilbronn und an der TH Deggendorf.
2017 nahm die DHBW erfolgreich mit dem von Pfannenschwarz konzipiertem Projekt "DHPreneur" an der Ausschreibung des Wissenschaftsministeriums „Gründungskultur in Studium und Lehre“ (GuSTL) teil und wurde für eine finanzielle Förderung ausgewählt.
Schwerpunkte von Pfannenschwarz‘ Lehre liegen in Unternehmerqualifizierung, Gründung, Familienunternehmen, Unternehmensnachfolge, Intrapreneurship und Innovationsmanagement.

## Preise
- 2011: Weiterbildungs-Innovationspreis des Bundesinstituts für Berufsbildung Bonn
- 2013: Landeslehrpreis des Wirtschaftsministerium Baden-Württemberg für die Konzeption der Integrierten Live-Lehr-Klausur